# Kvitsøy
El municipio de Kvitsøy (en noruego, Kvitsøy kommune) es un municipio situado en la provincia de Rogaland, en Noruega. Tiene una población estimada, a inicios de 2025, de 570 habitantes.
Está ubicado al sur del país, cerca de la costa del fiordo de Bokna.